# Norris Locomotive Works

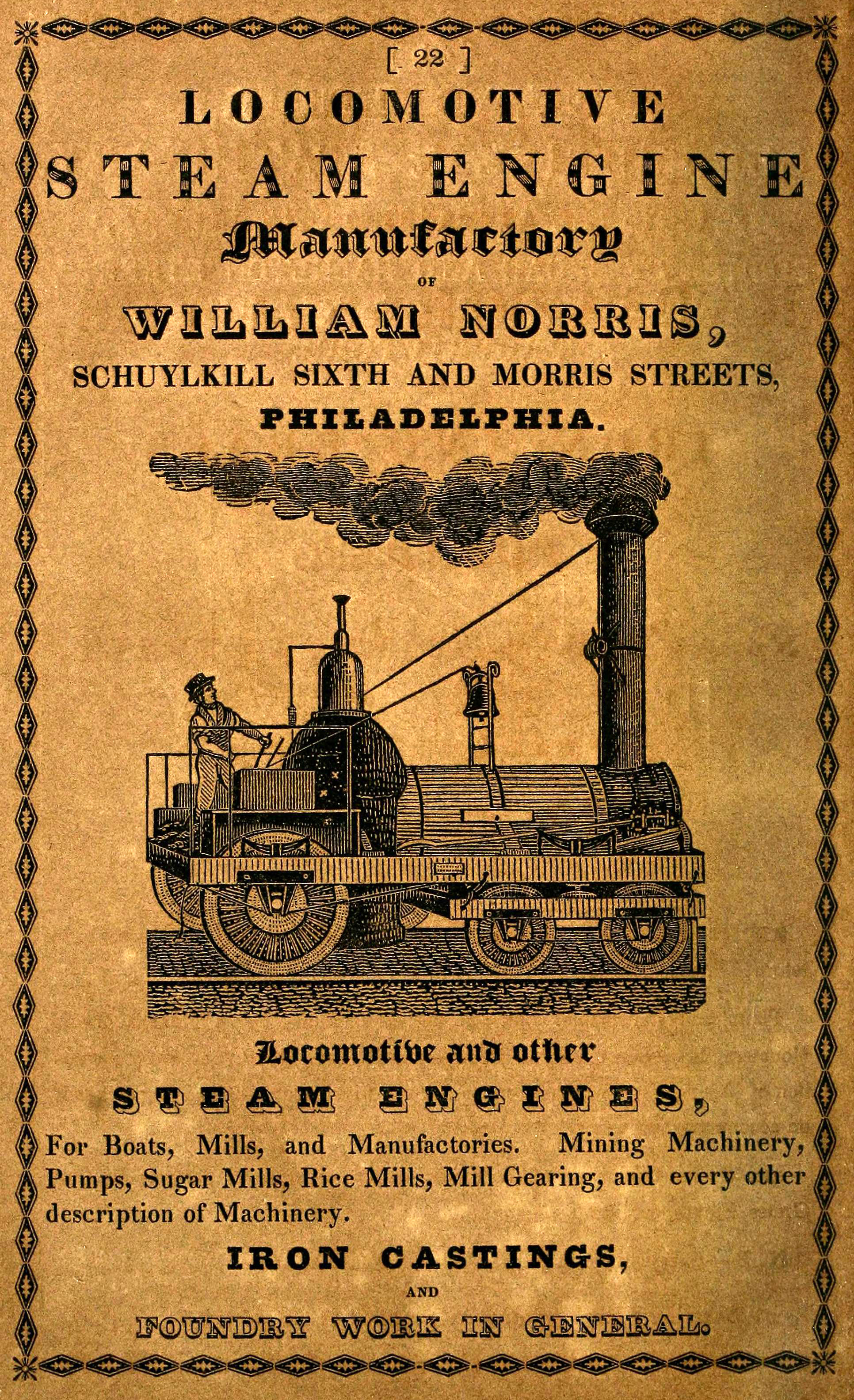
A Norris Locomotive Works egy plakátja 1842-ből

A Norris Locomotive Works egy gőzmozdonygyártó üzem volt Philadelphiában (USA), mely 1832 és 1866 között több, mint ezer gőzmozdonyt gyártott. A Norris mozdonyok fontos helyet foglalnak el a mozdonyok történelmében, mert megbízhatóak voltak, s élen jártak a fejlesztésekben. A népszerű 2'A tengelyelrendezésű mozdonyokat európai vasutaknak is exportálták és ezek voltak az első Dél-Amerikában épült mozdonyok.

## Története

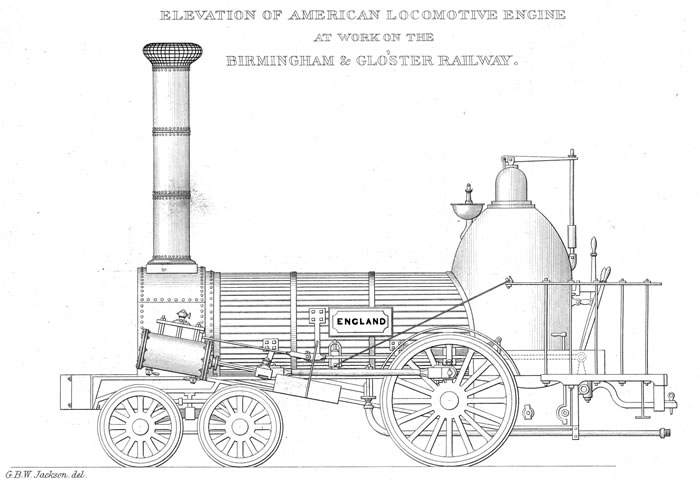
A Birmingham and Gloucester Railway számára Amerikában épült England nevű mozdony

Az alapító William Norris 1831-ben kezdte el a mozdonyépítést Philadelphiában és 1836-ig hét mozdonyt épített. Az ezekben az években Washington County Farmer néven épültek a 2'A mozdonyok a Philadelphia & Columbia Railroadnak. Norris új mozdonyai nagyon sikeresek voltak, mert nagyobb volt a teljesítményük, kevesebb tüzelőanyagot fogyasztottak és kicsi volt a karbantartási igényük.
A Nr. 13 mozdonyt vízszintes kazánnal Lafayette néven áll üzembe 1837-ben a Baltimore & Ohio Railroadon. A Pioneer típus különösen sikeres lett. A mozdony legfőbb jellemzője a kerek állókazán félgomb alakú dómmal, melyet Edward Bury angol konstruktőr után neveztek el. A hajtótengely a tűztér előtt, a forgóváz elöl a füstkamra alatt került elhelyezésre. 1838–1839-ben további hét példány készült el, melyek 1857-ig részben a könnyű személyvonati üzemet biztosították. Ezek a 16, 17, 18, 20, 21, 22 és 24 számokat és a P. E. THOMAS, J. W. PATTERSON, WM. COOKE, PATAPOS, MONOCACY, POTOMAC és PEGASUS neveket kapták. A 16 számút később ’B jellegűre építették át.
Norris Európába is szállított ezekből a mozdonyokból 1838–1839-ben a Berlin–Potsdam, a Birmingham–Gloucester Railway, továbbá a Wien–Raaber Eisenbahn részére. További mozdonygyárak is gyártották a típust Németországban: a Borsig és a Maschinenfabrik Esslingen.

## Fordítás
- Ez a szócikk részben vagy egészben  a   Norris Locomotive Works című német Wikipédia-szócikk fordításán alapul.  Az eredeti cikk szerkesztőit annak laptörténete sorolja fel. Ez a jelzés csupán a megfogalmazás eredetét és a szerzői jogokat jelzi, nem szolgál a cikkben szereplő információk forrásmegjelöléseként.